# Paweł Władysław Kaszyc
Paweł Władysław Tadeusz Kaszyc herbu Radwan Odmienny – chorąży smoleński w latach 1750-1754, wojski smoleński w latach 1744-1750, sędzia grodzki smoleński w latach 1728-1732, wojski wiłkomierski w latach 1710-1742.
Żonaty z Zofią Szewerdzicówną, miał synów: Józefa, Krzysztofa, Macieja i Marcina.
Uczestnik  konfederacji olkienickiej.
Poseł na sejm 1754 roku z województwa smoleńskiego.